# فيستون كالالا مايلي
https://m.youm7.com/story/2024/8/14/%D9%81%D9%8A%D8%B3%D8%AA%D9%88%D9%86-%D9%85%D8%A7%D9%8A%D9%8A%D9%84%D9%89-%D9%85%D9%87%D8%A7%D8%AC%D9%85-%D8%A8%D9%8A%D8%B1%D8%A7%D9%85%D9%8A%D8%AF%D8%B2-%D9%8A%D8%B9%D8%AA%D9%86%D9%82-%D8%A7%D9%84%D8%A5%D8%B3%D9%84%D8%A7%D9%85/6674495
محمود كالالا مايلي، المعروف أيضا باسم فيستون مايلي (من مواليد 24 يونيو 1994), هو لاعب كرة قدم كونغولي يلعب كمهاجم في نادي بيراميدز ومنتخب جمهورية الكونغو الديمقراطية.

## حياته الشخصية
ولد مايلي في الكونغو في مدينة مبوجي مايي جمهورية الكونغو الديمقراطية. ناديه الحالي هو بيراميدز (مصر) الذي انضم إليه في عام 2023 من دار السلام يانغ أفريكانز (تنزانيا) ; ولعب سابقا مع فيتا كلوب (جمهورية الكونغو الديمقراطية) ودار السلام يانغ أفريكانز (تنزانيا) .

## الإنجازات
لعب مؤخرا مع تي بي مازيمبي في الدوري الكونغولي الدوري الوطني الكونغوي ومنتخب جمهورية الكونغو الديمقراطية لكرة القدم أنهى فيستون كالالا مايلي موسم 2020-21 كوصيف في قائمة أفضل الهدافين في الكونغو الدوري الممتاز الشهير المعروف باسم الدوري الوطني الكونغوي. يانغ أفريكانز وقعوه في (1 أغسطس 2021) بعقد لمدة عامين.
أصبح فيستون كالالا مايلي بطل المشجعين الأخضر والأصفر بعد تسجيله هدفه الأول للنادي في مباراة الدرع الخيرية ضد غريمهم اللدود سيمبا أمام 60,000 من الحاضرين بكامل سعتها في الملعب الوطني (تنزانيا). الذي كان الهدف الوحيد من المساء.

## إنتقالاته
| التاريخ    | من            | إلى           | السعر |
| 30/07/2023 | يانغ أفريكانز | بيراميدز      | €250k |
| ---------- | ------------- | ------------- | ----- |
| 30/06/22   | فيتا كلوب     | يانغ أفريكانز | مجاناً |

## إنجازاته الشخصية
مايلي: الشاب البالغ من العمر 29 عاما والذي ولد في مبوجي-مايي في جمهورية الكونغو الديمقراطية. وهو حاليا يلعب لصالح نادي بيراميدز. و هو سجل 12 هدفا في 7 مباريات مع ناديه السابق يانغ أفريكانز من تنزانيا.

## الإحصائيات
| النادي          | الموسم          | الدوري    | الدوري  | دوري أبطال إفريقيا | دوري أبطال إفريقيا | كأس الكونفيدرالية الإفريقية | كأس الكونفيدرالية الإفريقية | آخرون     | آخرون   | الإجمالي  | الإجمالي |
| النادي          | الموسم          | المباريات | الأهداف | المباريات          | الأهداف            | المباريات                   | الأهداف                     | المباريات | الأهداف | المباريات | الأهداف  |
| --------------- | --------------- | --------- | ------- | ------------------ | ------------------ | --------------------------- | --------------------------- | --------- | ------- | --------- | -------- |
| فيتا كلوب       | 2020            |           |         |                    |                    |                             |                             |           |         |           |          |
| فيتا كلوب       | 2021            |           |         |                    |                    |                             |                             |           |         |           |          |
| الإجمالي        | -               | -         | 13      | 4                  | 0                  | 0                           |                             |           |         |           |          |
| يانغ أفريكانز   | 2021–22         |           | 16      | -                  | -                  | -                           | -                           |           |         |           | 20       |
| يانغ أفريكانز   | 2022–23         | 24        | 16      | 4                  | 7                  | 13                          | 7                           | 1         | 2       | 38        | 32       |
| يانغ أفريكانز   | الإجمالي        |           | 32      | 4                  | 7                  | 13                          | 7                           |           |         |           | 52       |
| الإجمالي المهني | الإجمالي المهني |           | 32      | 17                 | 11                 | 13                          | 7                           |           |         |           |          |

## الديانة: مسلم
1. ↑  الظهور في درع المجتمع التنزاني